# David Burns (cestista)
David Earl Burns (Dallas, 3 luglio 1958) è un ex cestista statunitense, professionista nella NBA.

## Carriera
Venne selezionato dai New Jersey Nets al terzo giro del Draft NBA 1981 (49ª scelta assoluta).

## Palmarès
- CBA All-Defensive Second Team (1983)